# Vera Bendel
Vera Bendel ist eine deutsche Bodybuilderin und Unternehmerin. Sie war die erste deutsche Meisterin im Frauen-Bodybuilding. Zudem war sie die erste deutsche Bodybuilderin, die den Sport als Profi betrieb.

## Leben
Vera Bendel studierte Sport und Russisch für das Lehramt bis zum ersten Staatsexamen. Im November 1979 eröffnete sie zusammen mit ihrem Mann Willi Bendel in Hanau-Steinheim ihr Fitnessstudio. Es trainierten dort auch Ralf Moeller und Kurt Felix. Im Frühjahr 2012 kündigte Willi Bendel den Verkauf des Studios aus Altersgründen an.
Im Jahr 1981 gewann sie die erste Deutsche Bodybuilding-Meisterschaft für Frauen in Hannover gegen 35 Konkurrentinnen, ein Jahr später gewann sie den Titel erneut in München. 1983 errang sie den zweiten Platz bei der Europameisterschaft des IFBB. Als erste Deutsche nahm sie 1981 am internationalen Miss-Olympia-Wettbewerb teil.
1985 errang Bendel den dritten Platz in der Profi-Klasse bei der IFBB-Weltmeisterschaft. An diesem Wettkampf nahm sie bis 1989 teil. Bei von Harry Gelbfarb im Jahr 1981 erstmals veranstalteten Meisterschaften im Paar-Posing gewann sie mit ihrem Mann Willi Bendel den Titel.

## Werke
- Fit durch Bodybuilding für Frauen. Humboldt, München 1986, ISBN 3-581-66528-X.